# Ironeus
Ironeus is een kevergeslacht uit de familie van de boktorren (Cerambycidae). De wetenschappelijke naam van het geslacht werd voor het eerst geldig gepubliceerd in 1872 door Bates.

## Soorten
Ironeus omvat de volgende soorten:
- Ironeus duplex Bates, 1872
- Ironeus mutatus Bates, 1885
- Ironeus pulcher Bates, 1880